# Linda Carriere
Linda Carriere ist eine britische Sängerin aus London. Sie war Mitglied der britischen Band Loose Ends.

## Karriere
Sie beschloss ihre Solokarriere zu starten und zog 1992 nach Deutschland. Dort wurde sie von Pelham Power Productions unter Vertrag genommen.
Ihr Song Hold Me Now entstand zusammen mit Stevie B-Zet und ist auf dem Soundtrack zum Film Der kalte Finger enthalten. 2002 nahm sie am Vorentscheid des Eurovision Song Contest teil. Derzeit wohnt sie im unterfränkischen Aschaffenburg.
Sie brachte 2002 ihr Album She Said..., aus dem auch die Single Just Friends ausgekoppelt wurde, heraus.

## Diskografie
- 1996: Hold Me Now
- 2000: How Can We Hang on to a Dream (Soundtrack zu Frau2 sucht HappyEnd)
- 2002: She Said …
- 2002: Just Friends